# Ocean City, New Jersey
Ocean City är en ort i Cape May County i delstaten New Jersey, USA.